# Casticismo
Casticismo (abgeleitet von castizo, de buena casta rassig) bezeichnet in der spanischen Literaturwissenschaft eine Person oder Sache, die in idealtypischer Weise die Züge der betreffenden „Rasse“ (in Selbstbespiegelung), Nation, Region oder Stadt verkörpert.
Im weiteren Sinne drückt casticismo auch einen hohen Grad an Konformismus im Verhalten, aber auch an sprachlicher Reinheit aus. Der Begriff bezeichnet dementsprechend eine Einstellung, die eine Selbsterhaltung der „kasteneigenen“ Identität und der traditionellen Werte anstrebt, und alles Fremde und Neue ablehnt.
Der casticismo entstand aus der Suche nach Identität mittels eines „Nationalismus ohne Ziel“ (A. Prado). Ähnlich wie schon der costumbrismo im 19. Jahrhundert, so hat im 20. Jahrhundert und namentlich in der Franco-Zeit der casticismo den Realismus abgewehrt, indem statt der kritischen Beobachtung der Wirklichkeit das Bild einer Wunschrealität aufrechterhalten wurde.